# Liste der Schutzpatrone militärischer Waffengattungen
Die folgende Liste fasst Heilige zusammen, die als Schutzpatrone einzelner militärischer Waffengattungen gelten.

## Heilige
- St. Mauritius – Infanterie[1]
- St. Michael – Fallschirmjäger[2]
- St. Barbara – Artillerie, Pioniere, Heeresflugabwehrtruppe, Flugabwehrraketentruppe (d. Luftwaffe) – Gedenktag 4. Dezember, Begehung des Barbaratags in der Bundeswehr das erste Mal 1956 an der Artillerieschule Idar-Oberstein[3][4][5][6]
- St. Gabriel – Fernmelder – Gedenktag 29. September, Ernennung Gabriels zum Patron aller Nachrichtenüberbringer 1951 durch Papst Pius XII., Begehung des Gabrielstags erstmals 1965[7][8]
- St. Nikolaus – Marine[9]